# یواس‌اس یانگستون (سی‌ال-۹۴)
یواس‌اس یانگستون (سی‌ال-۹۴) (به انگلیسی: USS Youngstown (CL-94)) یک کشتی بود که طول آن 186.0 meters بود.